# Leucothyreus marginaticollis
Leucothyreus marginaticollis är en skalbaggsart som beskrevs av Blanchard 1846. Leucothyreus marginaticollis ingår i släktet Leucothyreus och familjen Rutelidae. Inga underarter finns listade i Catalogue of Life.